# Bipseudostomatidae
Famille
Les Bipseudostomatidae sont une famille d'amibes de l’ordre des Arcellinida  (classe des Tubulinea ).

## Étymologie
Le nom de la famille vient du genre type Bipseudostomatella (du préfixe latin bi-, « deux, » ; du grec ψεύδω / psévdo, « faux », στομα / stoma, « bouche », et du suffixe latin -ella, « petite », littéralement « deux fausses petites bouches »), qui fait référence à une caractéristique de la morphologie de la coquille : la présence de deux petites ouvertures faisant penser à des orifices buccaux.
L'épithète spécifique, bifurcata, de l'espèce type, fait référence à la forme de la coquille qui est bifurquée.

## Description
Les Bipseudostomatidae sont des amibes dont la coquille à deux ouvertures, reliées à la coquille par un ou plusieurs cols bien définis. Le col peut être soit plein avec deux ouvertures (Gomocollariella gen. n.) soit avec deux ouvertures dont a un col séparé. La paroi de la coquille est composée de particules de sable jointes par un ciment organique.
L'espèce type Bipseudostomatella bifurcata a une coquille arrondie et aplatie, d'un diamètre de 80 à 95 µm et d'une hauteur de 65 à 70 µm dans sa partie équatoriale. Il y a deux ouvertures séparées de 25 à 30 µm de diamètre, sur les côtés opposés. Chaque ouverture a un col (30 µm) qui la relie au reste de la coquille. Toute la surface de la coquille est couverte de particules siliceuses qui sont plus petites sur les cols. Son cytoplasme est incolore. Aucun pseudopode n'a été observé. Elle possède cinq à huit vacuoles contractiles.

## Habitat
Les Bipseudostomatidae vivent en eau douce. L'espèce Bipseudostomatella bifurcata a été découverte dans le sable des lagunes peu profondes de la rivière Kurakchay (Azerbaïdjan).

## Liste des genres
Selon IRMNG (6 janvier 2025) :
- Bipseudostomatella Snegovaya & Alekperov, 2005 genre type
  - Espèce type : Bipseudostomatella bifurcata Snegovaya & Alekperov, 2005
- Gomocollariella Snegovaya & Alekperov, 2005

## Systématique
Le nom valide de ce taxon est Bipseudostomatidae Snegovaya (d) & Alekperov (d), 2005.

## Publication originale
- (en) Nataly Snegovaya et Ilham Alekperov, « Fauna of testate Amoebae of western Azerbaijan rivers », Protistology, vol. 4, no 2,‎ 2005, p. 149-183 (ISSN 1680-0826, lire en ligne, consulté le 6 janvier 2025).